# Church Street y Trinity Place
Church Street y Trinity Place forman una única vía norte-sur en el Bajo Manhattan de la ciudad de Nueva York. Su extremo norte está en Canal Street y su extremo sur en Morris Street, donde Trinity Place se une a Greenwich Street. El punto de separación es Liberty Street. Todo el tráfico está dirigido hacia el norte.

## Descripción
Trinity Place se desprende de Greenwich Street con Morris St., recorriendo el centro de la ciudad hacia el noreste, pasando al oeste de la Iglesia de la Trinidad, los edificios Trinity y United States Realty y Zuccotti Park. En Liberty Street se convierte en Church Street, que forma el límite oriental del World Trade Center hasta Vesey Street. En Franklin Street, unas manzanas al sur de Canal Street, se bifurca la Avenida de las Américas (Sexta Avenida). Trinity Place, Church Street y Avenue of the Americas forman una ruta continua en dirección norte desde el Bajo Manhattan hasta Central Park.
Church Street debe su nombre a la histórica iglesia parroquial de la Trinidad, construida en estilo gótico y situada en Broadway, a la altura de Wall Street. Ampliada en 1784, Church Street ya existía en 1761. Parte de la calle era propiedad de la iglesia, pero fue cedida a la ciudad en 1804. Trinity Place también lleva el nombre de la iglesia, ya que se denominó así en 1834, antes de que se conociera en varias ocasiones como "Lumber Street" y "Lombard Street".
Antes de 1869, el extremo sur de Church Street estaba en Fulton Street, tres manzanas al norte de Trinity Place. Después, a lo largo de varios años, se cortó una conexión de 80 pies de ancho a través de las manzanas intermedias y Trinity Place se amplió a 80 pies (24 m) y se extendió hacia el sur hasta Morris Street; Church Street al norte de Fulton Street quedó con 40 pies (12 m) de ancho en ese momento. La obra, plagada de retrasos y supuesta corrupción, se terminó a finales de 1872.
En junio de 1878 se inauguró una línea ferroviaria elevada, la línea IRT de la Sexta Avenida. Circulaba por Trinity Place y Church Street hasta Murray Street, donde giraba hacia el oeste y luego hacia el norte por West Broadway. Cerró en 1938 y fue demolida al año siguiente.
Como parte de la construcción de la línea de metro de la Octava Avenida, entre 1929 y 1932 se amplió Church Street entre Fulton Street y Franklin Street, pasando de 40 pies, incluidas las aceras de 10 pies, a 90 pies, incluidas las aceras de 15 pies. Sólo se trasladó el límite de la propiedad oeste; el lado este de la calle se dejó intacto.

## Lugares
La oficina de correos de Church Street, situada en el número 90 de la calle, da servicio al código postal 10048 y a los alrededores, y está incluida en el Registro Nacional de Lugares Históricos (NRHP), al igual que la oficina de correos de Canal Street, situada en el extremo norte de Church Street. Justo al sur de esta última se encuentra el antiguo edificio de larga distancia de la American Telephone & Telegraph Company, en el número 32 Avenue of the Americas, también conocido como 310-322 de Church Street, un monumento designado por la ciudad de Nueva York. El Cary Building y la iglesia de San Pedro son lugares emblemáticos de la ciudad de Nueva York que también figuran en el NRHP. Church Street limita con la parte trasera de la capilla de San Pablo de 1765, otro lugar emblemático de la ciudad. También destacan las torres residenciales del 30 Park Place y del 56 Leonard Street, y el antiguo edificio de AT&T Long Lines en el 33 de Thomas Street.
Cerca de Rector Street, Trinity Place pasa por debajo del puente homónimo. Diseñado por LHP Architects y completado en 1989, el puente es una pasarela privada elevada que antiguamente conectaba la parte trasera de la iglesia de la Trinidad con sus oficinas y el preescolar en el edificio Trinity Court, al otro lado de Trinity Place.
Justo al norte de ese lugar se encuentra el American Stock Exchange Building, incluido en el NRHP y en la NHL. Al lado se encuentran el Leadership & Public Service High School y el High School of Economics and Finance, ambos institutos públicos de la ciudad de Nueva York.
La línea IND de la Octava Avenida (trenes A, C y E) del metro de Nueva York pasa por debajo de Church Street, al norte de Fulton Street, hasta la Sexta Avenida. Una parte de la línea BMT Broadway (trenes N, R y W) pasa por debajo de Church Street y Trinity Place, desde Greenwich Street hasta Fulton Street. Su estación de Cortlandt Street, dañada en los atentados del 11 de septiembre, se encuentra junto al World Trade Center. El autobús M55 en dirección norte recorre Trinity Place/Church Street desde Morris Street hasta Franklin Street, donde continúa hacia el norte por la Sexta Avenida.

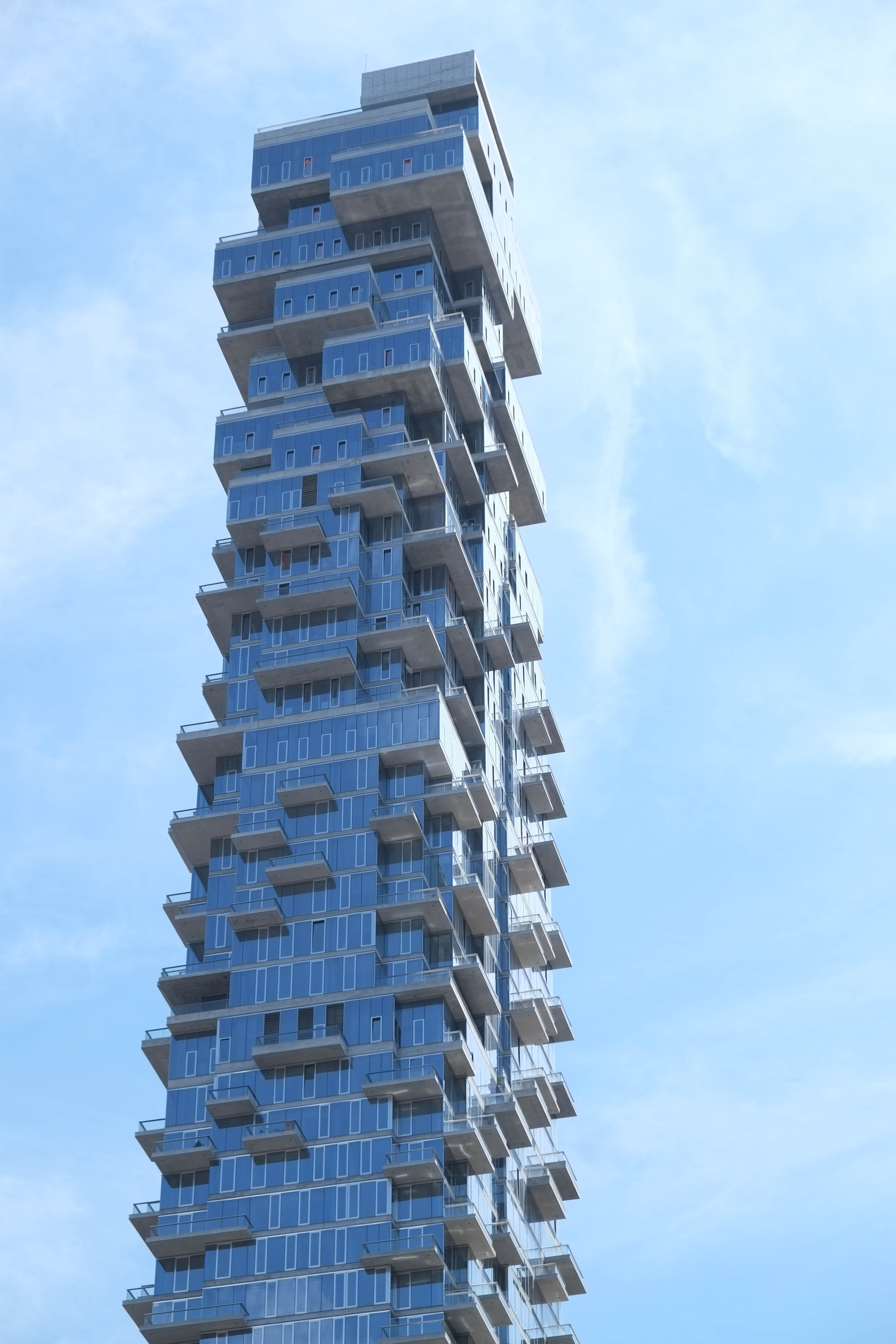
56 Leonard Street
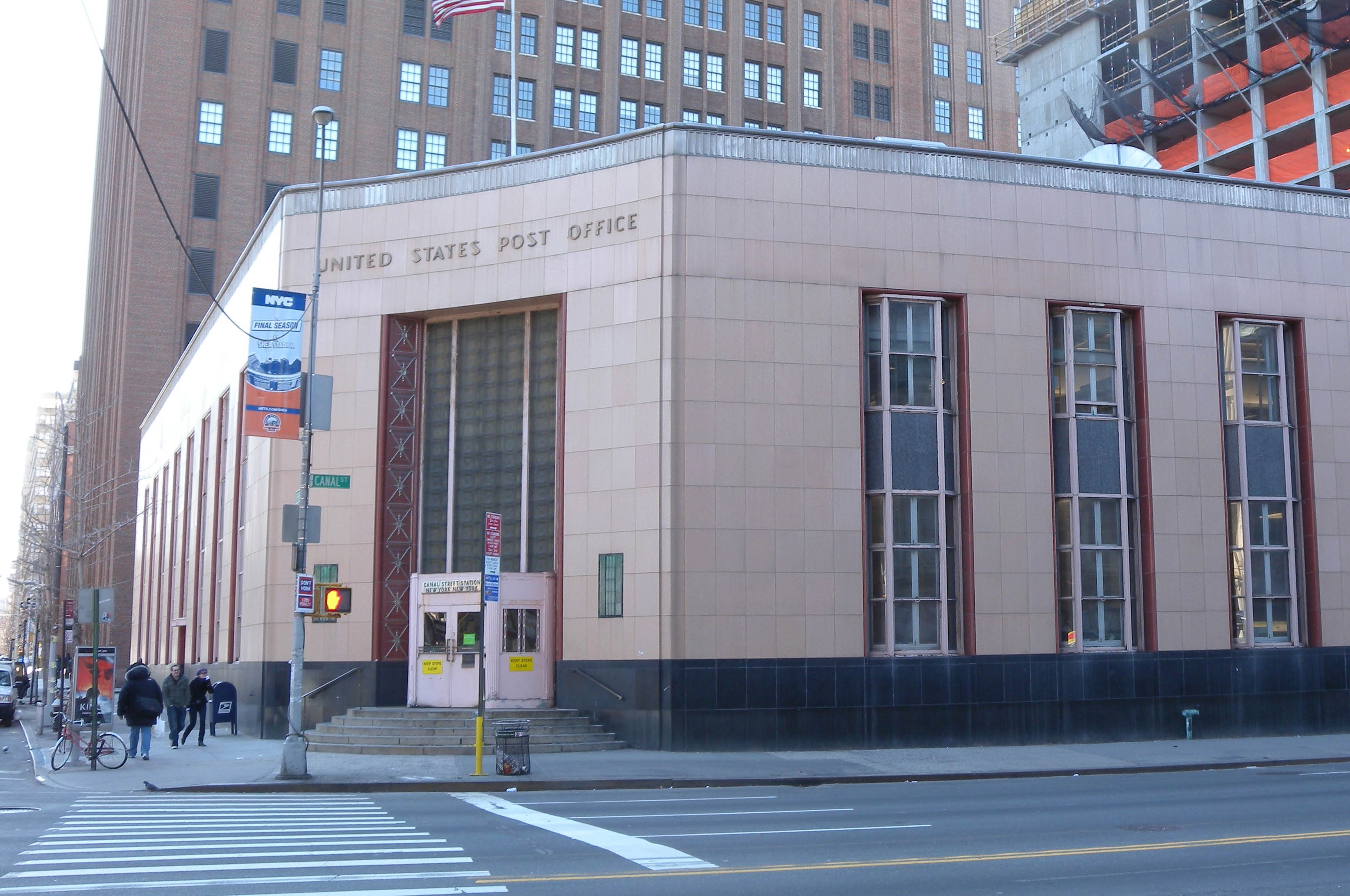
Oficina Postal de los Estados Unidos–Canal Street Station
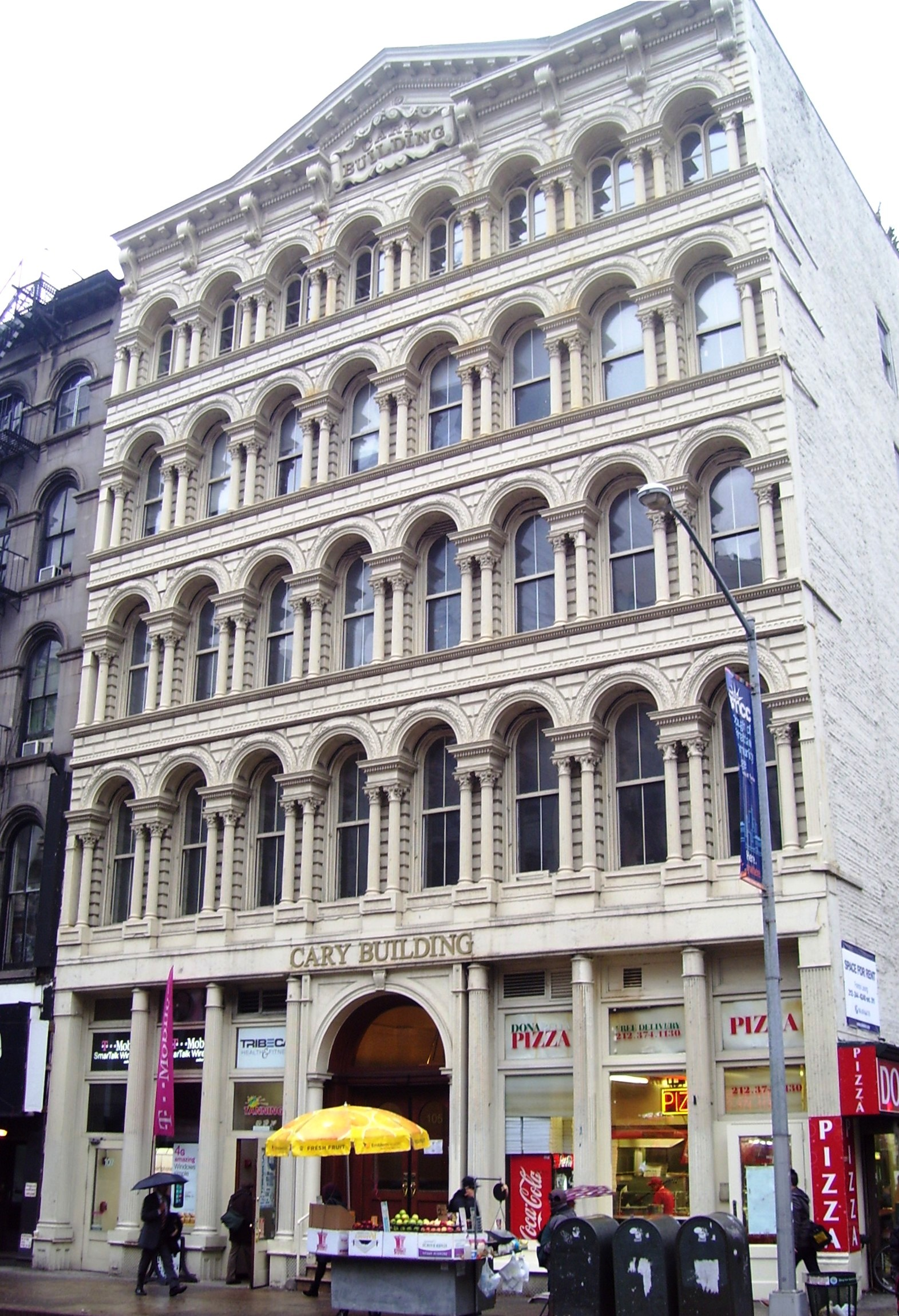
Cary Building
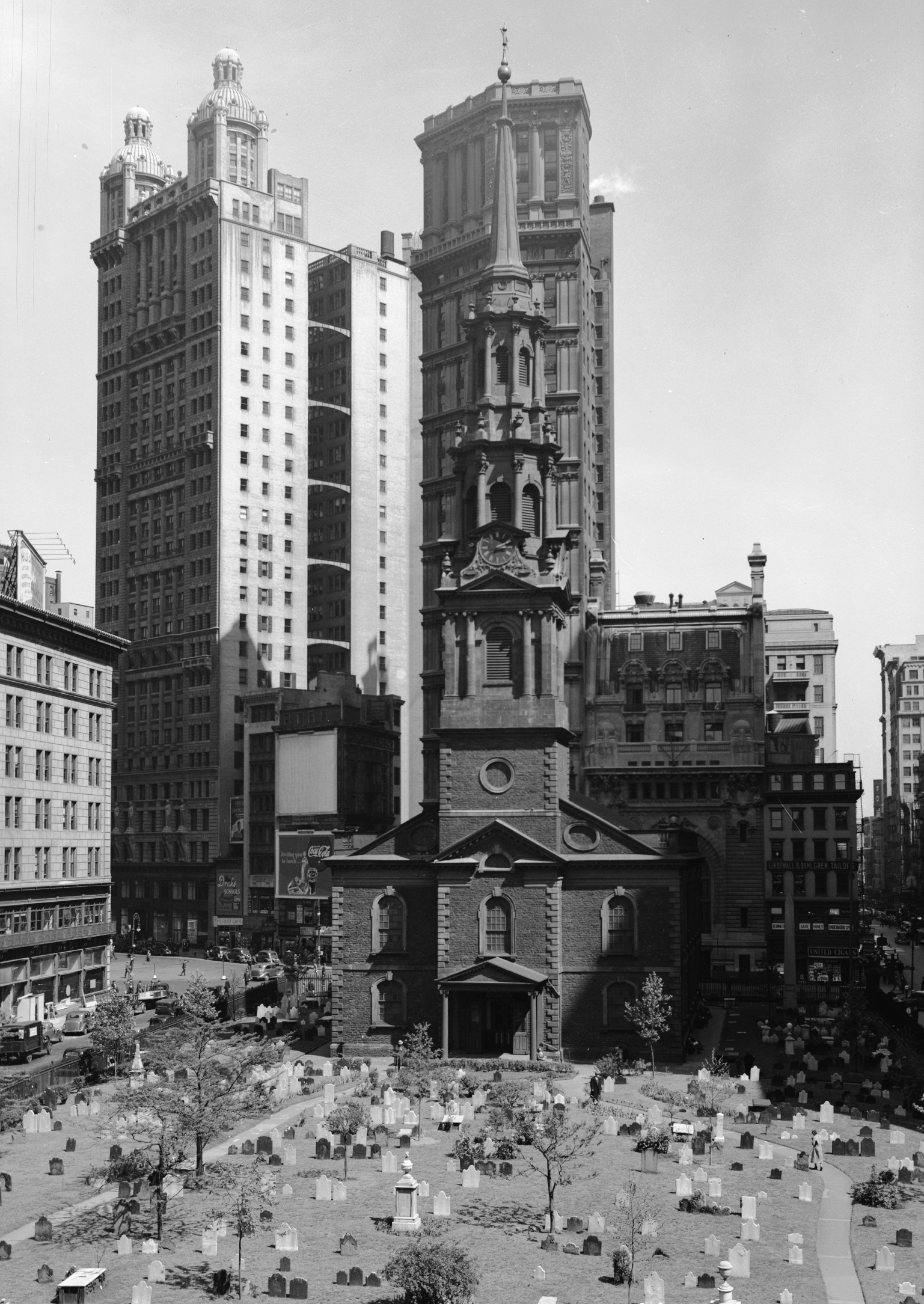
Rear of Capilla de San Pablo en 1937
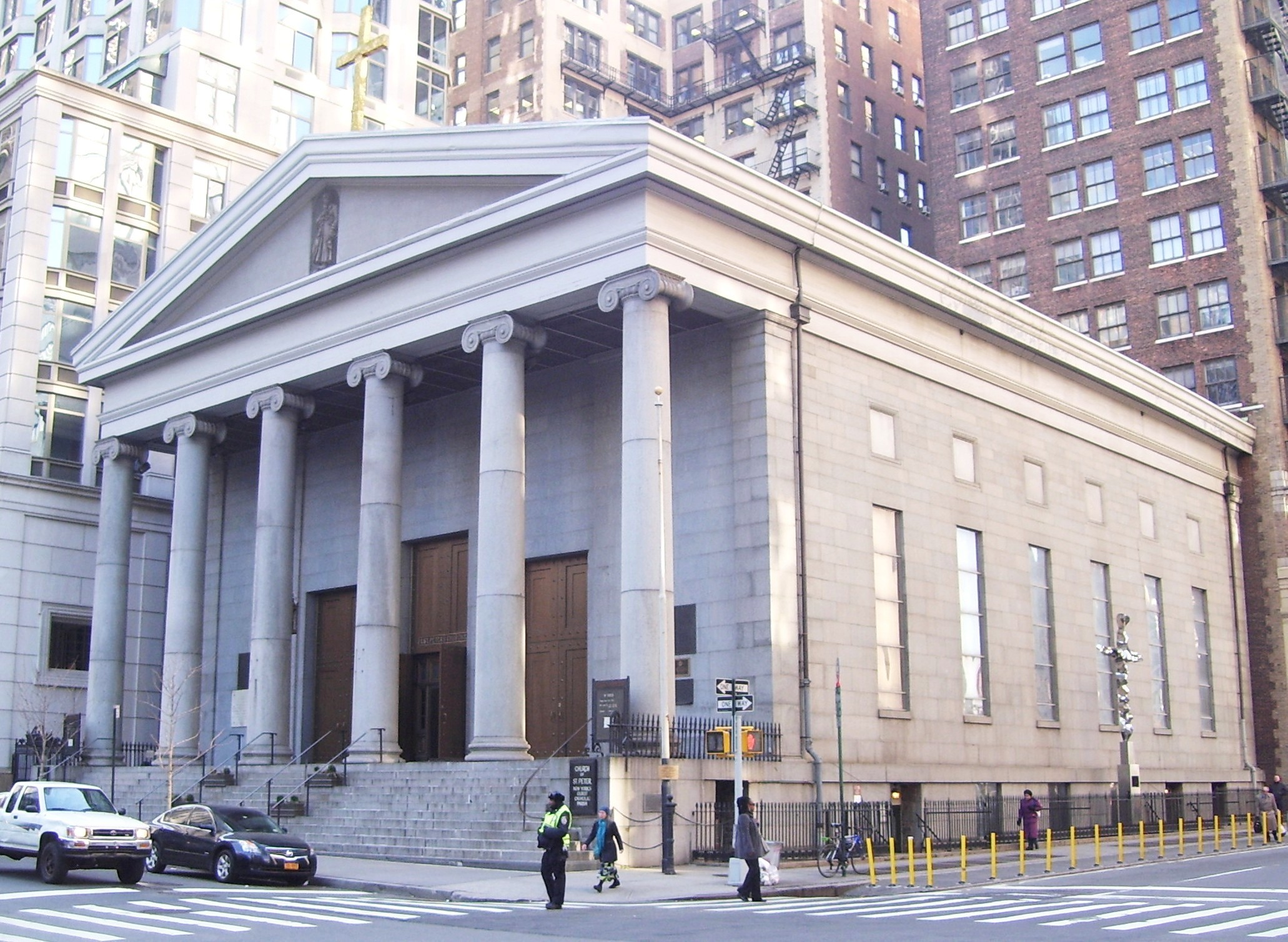
Iglesia de San Pedro
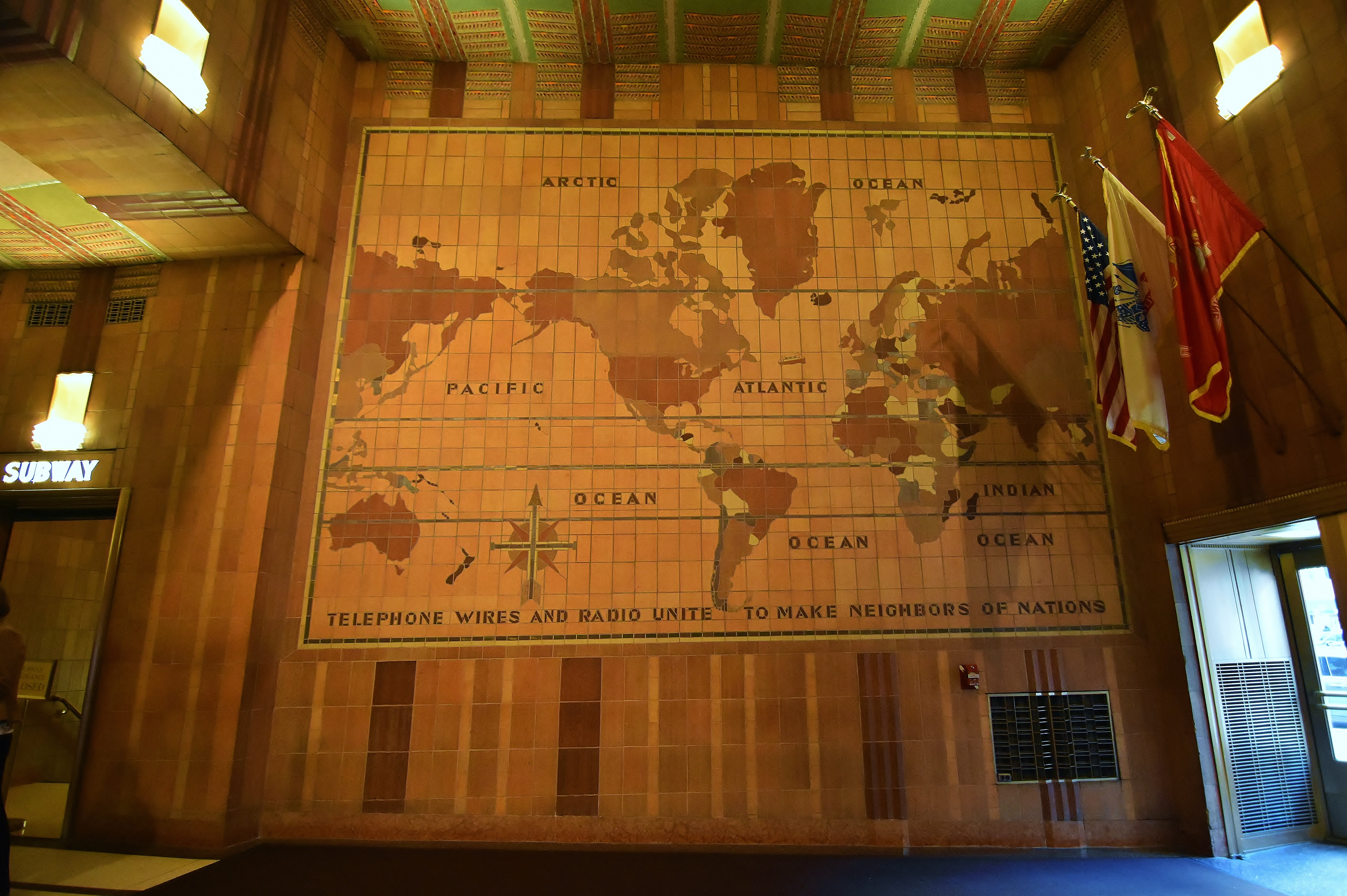
Lobby del 32 Avenue of the Americas

Otros lugares históricos en Trinity Place o Church Street, o justo al lado son:
- El edificio Cunard, en Morris Street, al pie de Trinity Place, es visible a lo largo de Trinity Place y Church Street.[20]
- Casa de Robert y Anne Dickey, en Edgar Street.[21]
- 65 Broadway, entre Exchange Alley y Rector Street.[22]
- Edificio Empire, en Rector Street.[23][24]
- El antiguo edificio del New York Evening Post, en el 20 Vesey Street, entre Church Street y Broadway.[25][26]
- Edificio New York County Lawyers Association, en 14 Vesey Street, entre Church Street y Broadway.[27][28]
- Edificios 23 y 25 de Park Place, entre Church Street y Broadway.[29][30]
- Kitchen, Montross & Wilcox Store, en 85 Leonard Street, entre Church Street y Broadway.[31][32]

Además, Church Street atraviesa los distritos históricos de Tribeca Sur y Tribeca Este.